# Archibald Campbell (1658-1703)
Archibald Campbell, 1e hertog van Argyll (1658-1703) was een protestantse edelman uit Schotland, die van 1685 tot 1687 op een landgoed in Friesland leefde. Zijn wegens hoogverraad terechtgestelde vader Archibald, 9e graaf van Argyll, had dit gekocht als uitwijkplaats. Dit naar aanleiding van een profetie van een van diens pachters. Volgens sommige bronnen zou dit een landgoed in Leeuwarden betreffen, maar historisch onderzoek hebben heeft tot dusverre geen duidelijkheid kunnen geven.
In 1688 keerde hij met stadhouder-koning Willem III terug naar Engeland, waar hij diens belangrijkste adviseur met betrekking tot Schotland werd.
A.J. Andreae deed in 1885 de suggestie dat het ging om het huis te Oudwoude dat later in handen kwam van de katholieke Ierse edelman Donough MacCarthy, 4e graaf van ClanCarty. Dit is echter niet op schriftelijke bronnen gebaseerd. ClanCarty kocht het huis pas in 1722 door gebruik te naken van het naastingsrecht.